# فرانک هالفورد
فرانک هالفورد (انگلیسی: Frank Halford; ۷ مارس ۱۸۹۴ – ۱۶ آوریل ۱۹۵۵) مهندس، و خلبان اهل بریتانیا بود.